# الجسر ذو الطابقين
جسر صدام حسين (جسر صدام سابقا) هو جسر يحتوي على طابقين في بغداد، الأسفل هو للذهاب والعلوي هو للإياب، يربط منطقة الكرادة خارج بالدورة في العاصمة بغداد، وصمم ونفذ من قبل كوادر عراقية، منها شركة الرباط للمقاولات العامة، وفي عام 1992 افتتح الجسر ذو الطابقين باسم (جسر القائد) وخلال فترة زمنية مقدراها 15 شهراً. وهو من الجسور الكونكريتية، حيث صمم ونفذ بجميع مراحلهِ وفق نظامي الصب الموقعي والجاهز من قبل الكوادر الهندسية والفنية العراقية، دون الاستعانة بأي خبرات أو استشارات هندسية من شركات عربية أو غربية، هذا الإنجاز الفريد من نوعه في المنطقة جاء بفضل عنصري التحدي والبناء والرغبة لاستمرار التنمية، رغم ظروف الحصار الاقتصادي على العراق آنذاك.
اجري عليه الفحص الموقعي ولمعرفة مدى تحمل الجسر حيث سيرت 18 سيارة محملة بالحصى فوق الجسر قبل أعمال التزفيت لاثبات ان مبنى الجسر ناجح من الناحية الانشائية.